# یلوه جنگلی کوچک
یلوه جنگلی کوچک (نام علمی: Aramides mangle) گونه‌ای از پرندگان در زیرتیرهٔ Rallinae از تیرهٔ یلوگان شامل یلوه‌ها و چنگرها است. این گونه بومی برزیل است.
یلوه جنگلی کوچک تک‌نماد است.